# Spiranthes vernalis
Spiranthes vernalis är en orkidéart som beskrevs av Georg George Engelmann och Asa Gray. Spiranthes vernalis ingår i släktet skruvaxsläktet, och familjen orkidéer. Inga underarter finns listade i Catalogue of Life.

## Bildgalleri

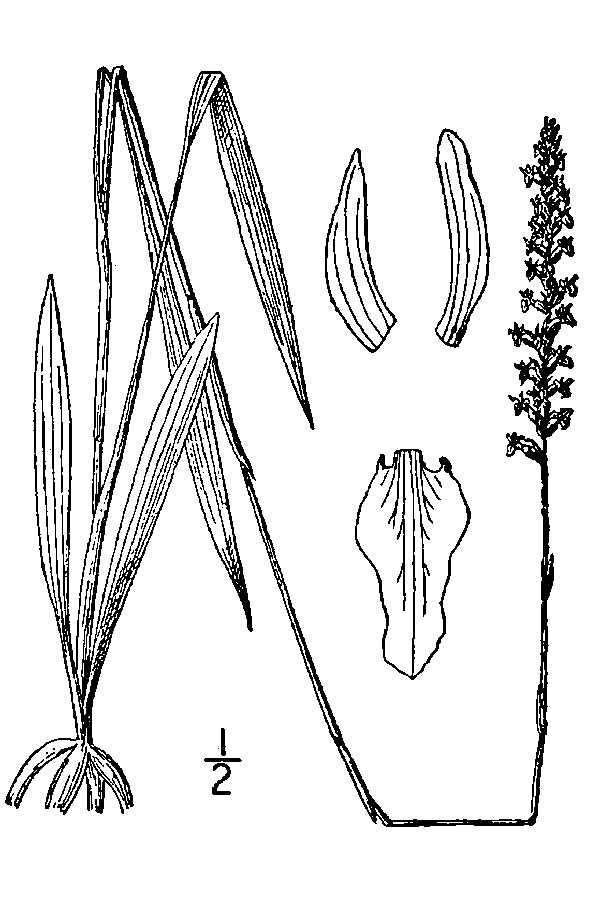